# بحيرة كوشاكوا
 بحيرة كوشاكوا، تبلغ مساحتها 380 فدان (150 هكتار)  بحيرة بالقرب من بحيرة لون وبحيرة رينبو في بلدة فرانكلين بولاية نيويورك. يقع على الفرع الشمالي لنهر ساراناك. الخط الساحلي مملوك للدولة باستثناء ملكيتين صغيرتين. تدير وزارة المحافظة على البيئة بولاية نيويورك موقعًا للتخييم في كوشاكوا وبالقرب من بوك بوند.
كان موقع فندق بحيرة كوشاكوا، الذي تم بناؤه عام 1893، والذي كان من أوائل الفنادق في آديرونداكس بإضاءة كهربائية. كان يمكن الوصول إليه عبر شاتوغاي للسكك الحديدية وقسم أديرونداك من سكة حديد نيويورك المركزية، التي مرت على البحيرة على كلا الجانبين.
في عام 1901، تم بناء مصحة ستوني وولد على مساحة 1800 فدان على حدود البحيرة.
يمتد قاع السكك الحديدية لخط ديلاوير وهدسون على طول الشاطئ الشرقي للبحيرة، بعد مخيم بوك بوند، ويمتد قاع آديرونداكس التابع لخط نيويورك المركزي للسكك الحديدية على طول الشاطئ الغربي بعد المباني المتبقية من ستوني وولد: كنيسة جميلة ومنزلين ريفيين على شاطئ البحيرة. عندما تم بناؤه، 1200 فدان (490 هكتار ) تضمنت ممتلكات المصحة جميع بحيرة كوشاكوا وبوك بوند القريبة، التي تم شراؤها في عام 1901 مقابل 20,000 دولار. عندما أغلقت المصحة في الخمسينيات من القرن الماضي، أعطيت للآباء البيض في إفريقيا. قاموا ببيعها للدولة في عام 1970، وبعد ذلك تم تدمير المبنى الرئيسي الضخم والمغسلة ومحطة الطاقة.